# Żurawiec falisty
Żurawiec falisty (Atrichum undulatum Web.et. Mohr.) – gatunek mchu, przedstawiciel rodzaju żurawiec. Ze względów historycznych stosowana bywa pisownia „żórawiec”, mimo że podstawową formą obecnie jest „żurawiec”.

## Morfologia

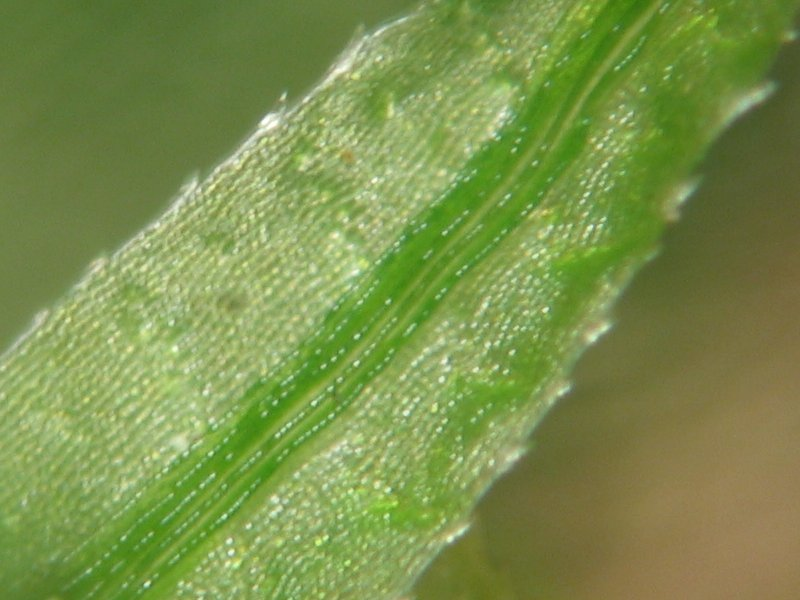
Listek

Łodyżki proste o długości 2–5 cm. Listki ciemnozielone, starsze nawet brunatne, wydłużonolancetowate. na brzegach wyraźnie piłkowane z charakterystycznymi zielonymi listewkami wzdłuż żebra na górnej stronie liścia.

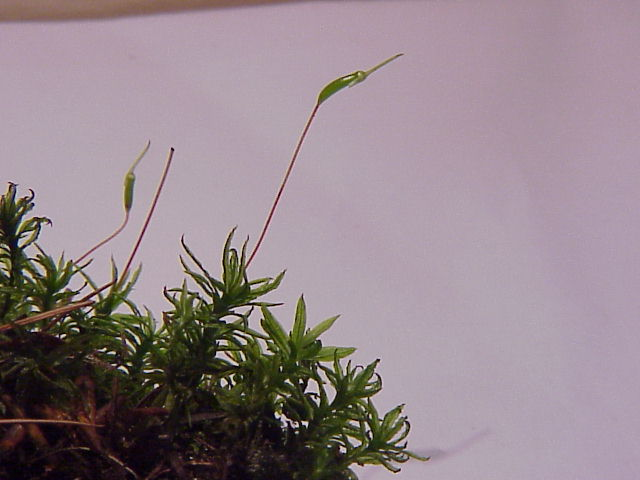
Sporofit żurawca

Sporofit: cylindryczny, zgięty barwy brunatnej, zamknięte wieczkiem z ostrym i długim dzióbkiem.

## Siedlisko i występowanie
Gatunek występuje w całej Polsce, jednak jest dość rzadki. Rośnie na wilgotnych łąkach, w zaroślach oraz w zacienionych lasach liściastych: grądach, łęgach, buczynach. Porasta zasobne i wilgotne gleby mineralne o odczynie kwaśnym lub zasadowym.